# Spencer (Tennessee)
Spencer – miasto w Stanach Zjednoczonych, w stanie Tennessee, w hrabstwie Van Buren.